# Templet

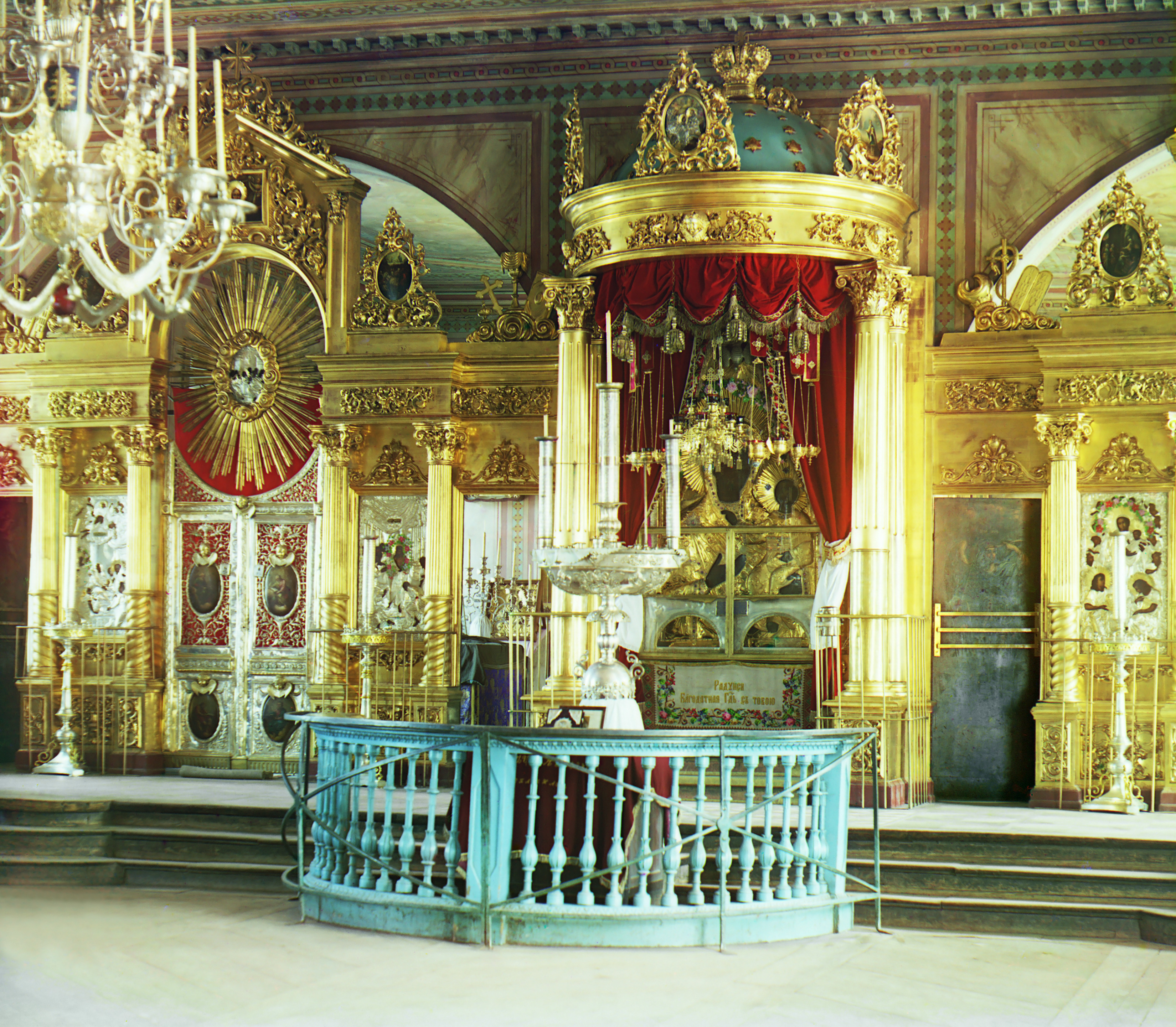
El templet d'Hodegetria a la catedral de l'Assumpció a Smolensk, Rússia, fotografiat per Serguei Prokudin-Gorski (1912).

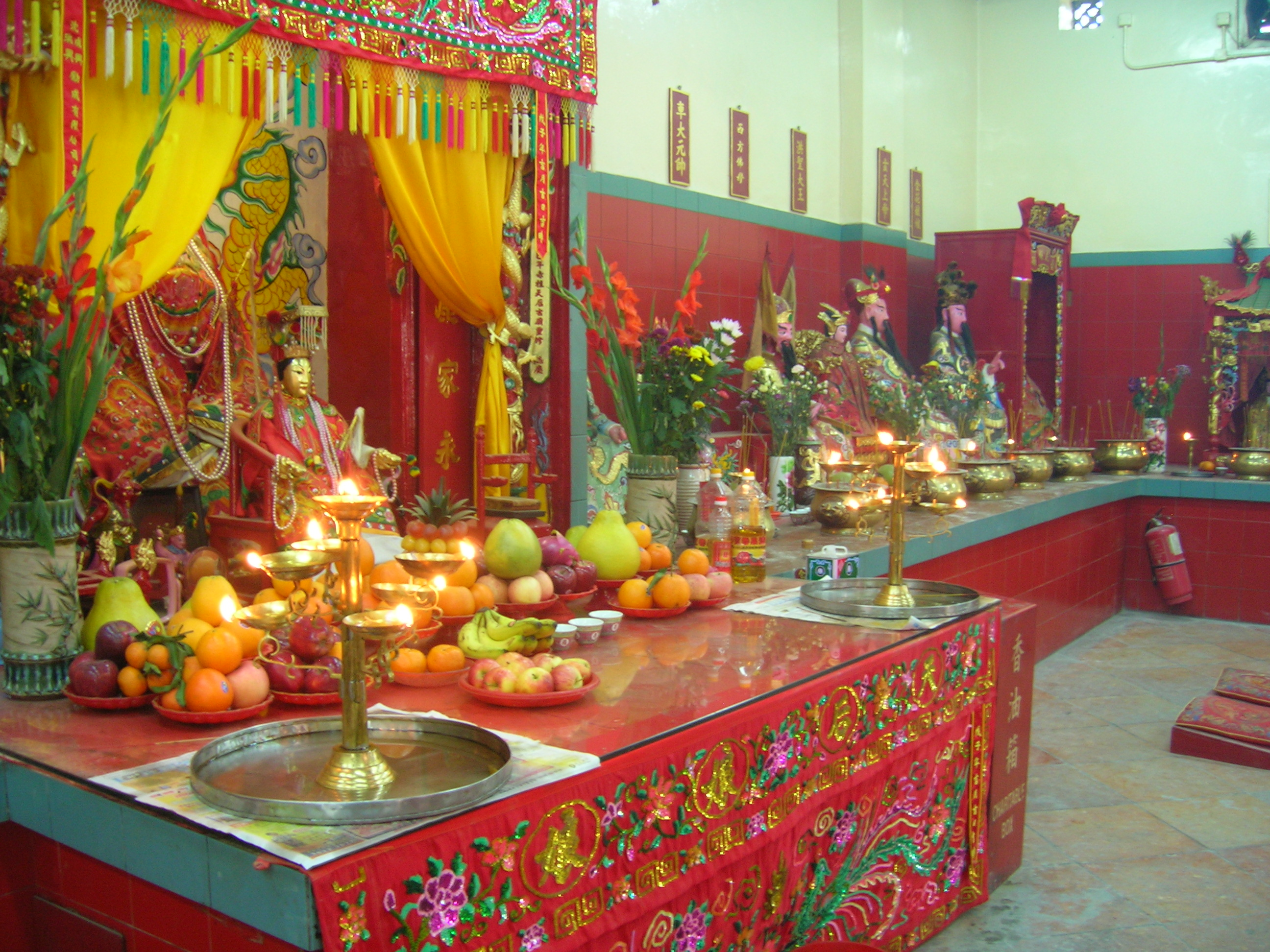
Templet a Mazu a Badia Repulse, districte sud, Hong Kong.

Un templet (llatí: scrinium "estoig o cofre per a llibres o papers") és un lloc sagrat o sant dedicat a una determinada deïtat, ancestre, heroi, màrtir, sant, dimoni, o una figura similar a la que es respecta, es venera o s'adora. Aquest tipus de santuaris sovint contenen ídols, relíquies o altres objectes d'aquest tipus associats a la figura venerada. Un templet on s'ofereixen exvots s’anomena altar.
Els templets es troben en moltes de les religions del món, inclosos el cristianisme, l'islam, l'hinduisme, el budisme, la religió popular xinesa, el sintoisme, les religions populars indígenes de les Filipines i Asatru, així com en entorns laics i no religiosos, com ara un monuments de guerra. Els templets es poden trobar en diversos entorns, com ara esglésies, temples, cementiris, museus o a cases. No obstant això, també hi ha santuaris portàtils en algunes cultures.

## Tipus de templets

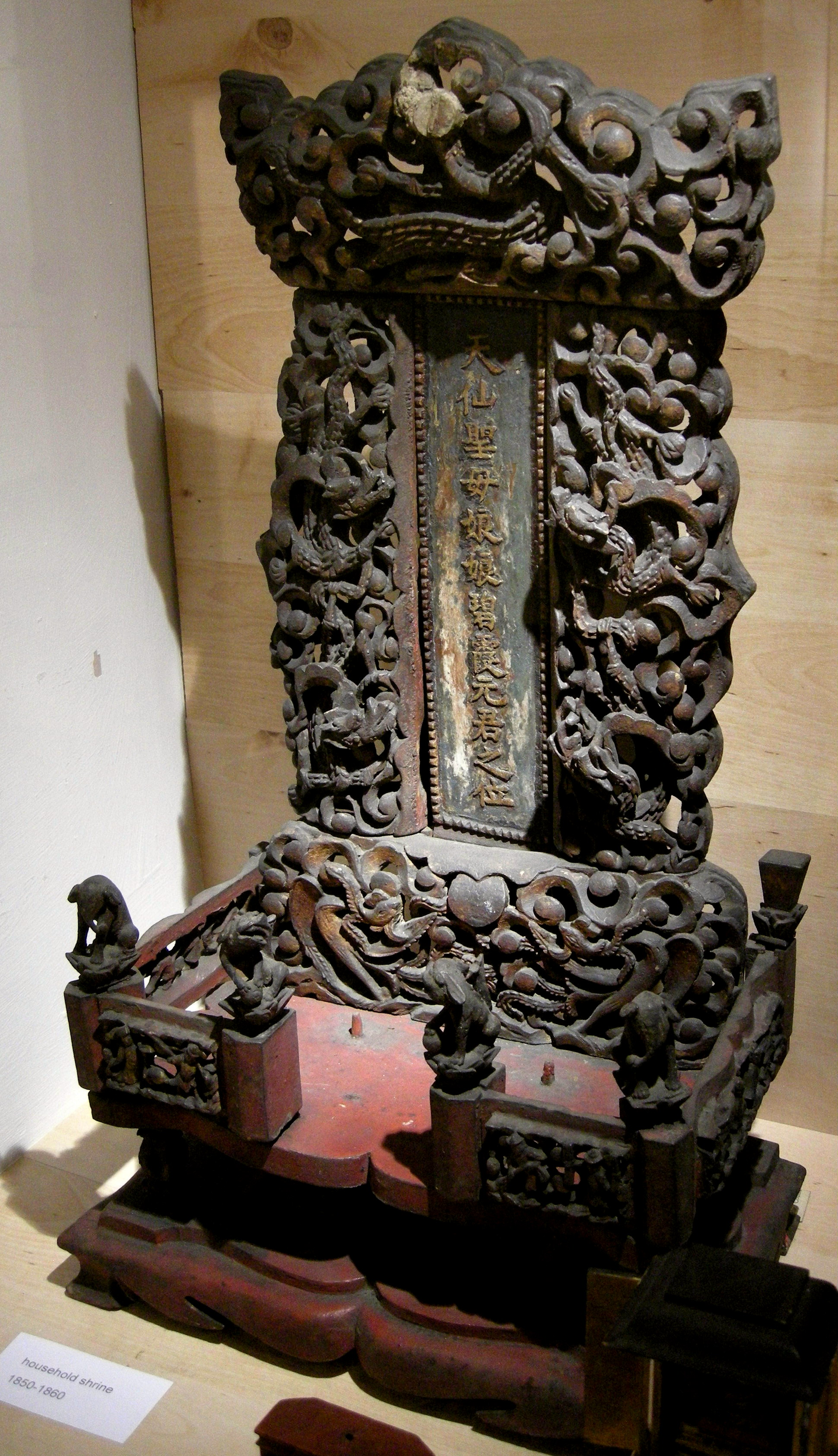
Templet domèstic de tauletes xineses taoistes dedicat a Bixia Yuanjun (1850-1860), Museu Bankfield

### Templets en llocs de culte
Molts templets es troben dins d'edificis i en els temples dissenyats específicament per al culte, com ara una església en el cristianisme o un mandir en l'hinduisme. Un santuari aquí acostuma a ser el centre d'atenció de l'edifici i té un lloc destacat. En aquests casos, els qui viuen un adeterminada fe es reuneixen dins l'edifici per venerar la divinitat al santuari.

### Santuaris domèstics
Històricament, en l'hinduisme, el budisme i el catolicisme romà, i també en les religions modernes, com el neopaganisme, normalment es pot trobar un santuari a la llar o a la botiga. Aquest santuari sol ser una petita estructura o un conjunt d'imatges i figuretes dedicades a una divinitat que forma part de la religió oficial, a avantpassats o a una deïtat localitzada de la llar.

### Santuaris de jardí
Al fons dels jardins de moltes persones es troben petits santuaris de jardí a l'aire lliure, que segueixen diverses religions, incloent històricament l'hinduisme balinès i el cristianisme. Moltes consisteixen en una estàtua de Crist, la Mare de Déu o un sant, sobre un pedestal o en una alcova, mentre que altres poden ser cabines elaborades sense sostres, algunes inclouen pintures, estàtues i elements arquitectònics.

### Santuaris de camí
Imatges religioses, generalment en algun tipus de petit refugi, col·locades per una carretera o camí, de vegades en un assentament o en una cruïlla de camins.

## Templets religiosos

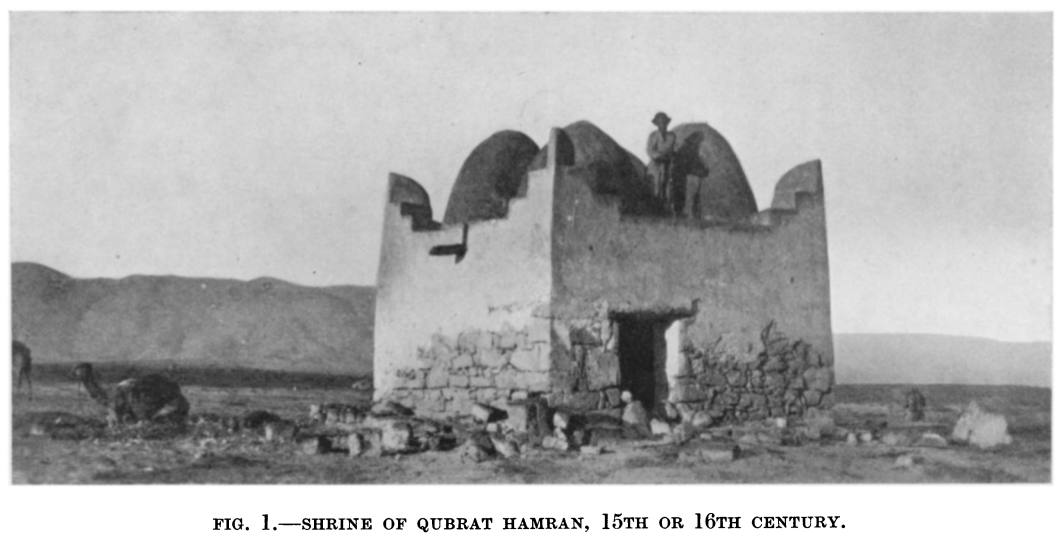
Templet de Qubrat Hamran, Aràbia del Sud, que data del o XVI.

Els templets es troben en moltes religions. En distingir-se d'un temple, un templet sol albergar una relíquia o imatge de culte particular, que és objecte de culte o veneració. També es pot construir un santuari per separar un lloc que es creu que és especialment sant, en lloc de col·locar-lo per comoditat dels adoradors. Per tant, els santuaris atrauen la pràctica del pelegrinatge.

### Cristianisme
Els templets es troben en moltes, encara que no en totes, formes de cristianisme. El catolicisme romà, la denominació més gran del cristianisme, té molts templets, igual que el cristianisme ortodox, l'anglicanisme i algunes formes de luteranisme.

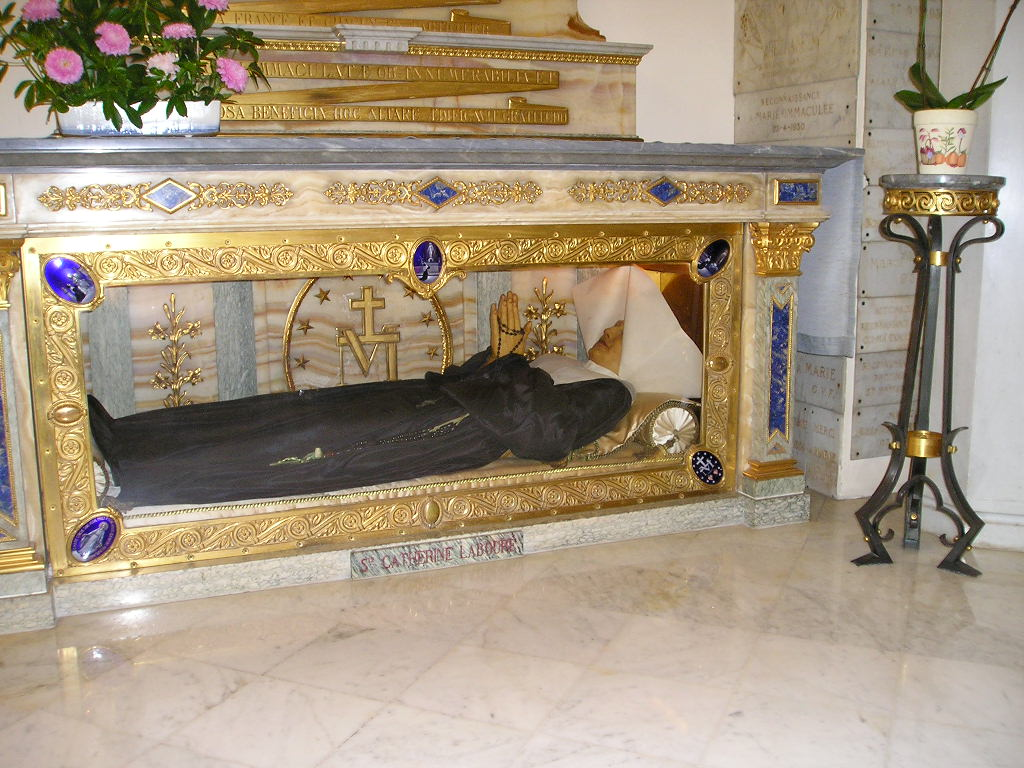
Templet catòlic: taüt de vidre de Santa Caterina Labouré

Al Codi catòlic romà de 1983 de dret canònic, els cànons 1230 i 1231 deien: "El terme templet significa una església o un altre lloc sagrat que, amb l'aprovació de l'ordinari local, se li deu una devoció especial freqüentada pels fidels com a pelegrins. Perquè un santuari sigui qualificat de nacional, és necessària l'aprovació de la Conferència Episcopal. Perquè es pugui qualificar d'internacional, cal l'aprovació de la Santa Seu".

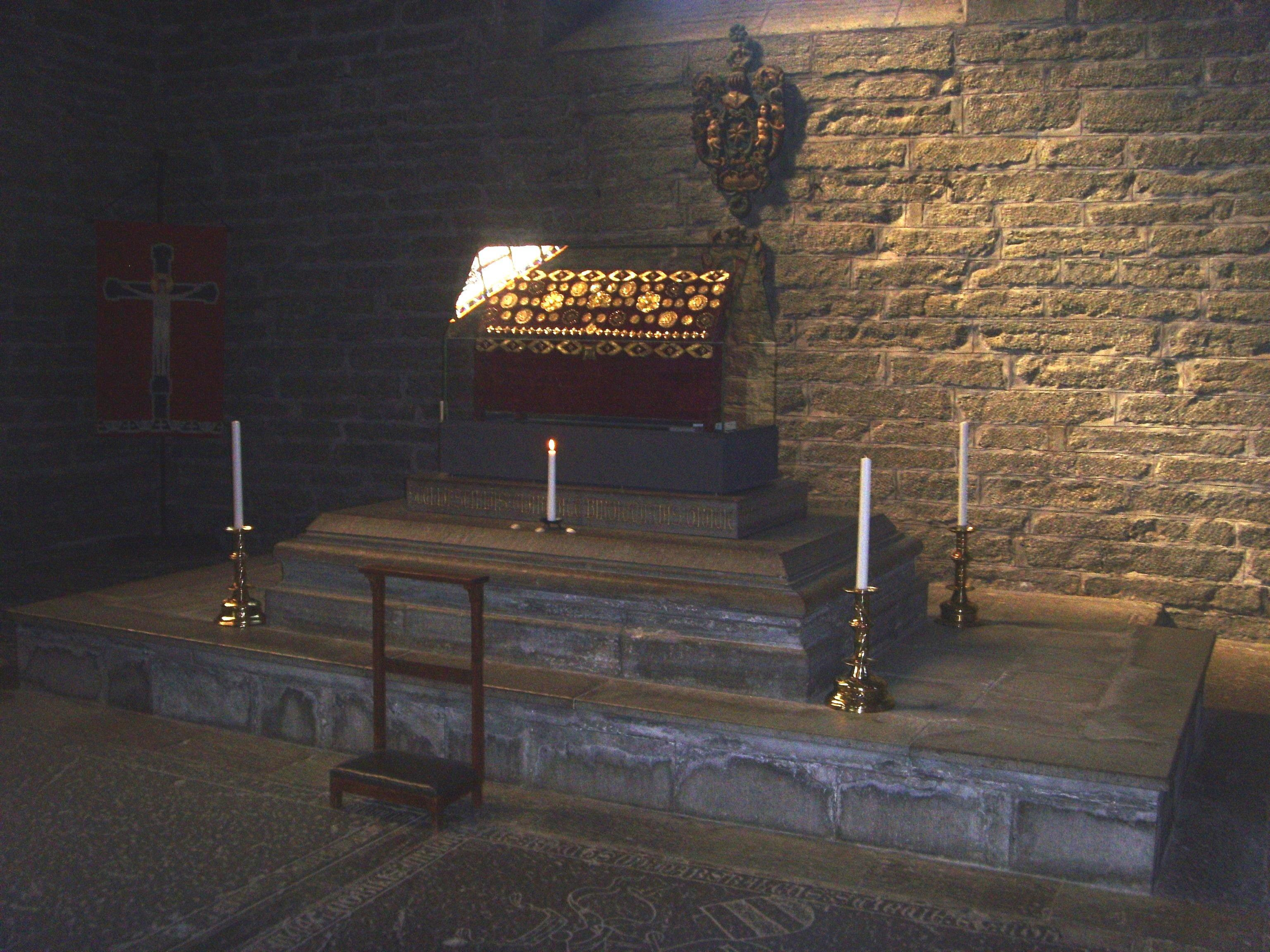
Templet reliquiari de l'Església Santa Brígida de Suècia a Vadstena

Un altre ús del terme en la terminologia col·loquial catòlica és un nínxol o alcova en la majoria de les esglésies, especialment les més grans, que fan servir els feligresos quan resen en privat a l'església. També s’anomenaven altars devocionals, ja que podien semblar petits altars laterals o com a altars. Els templets sempre estaven centrats en alguna imatge de Crist, Maria o un sant, per exemple, una estàtua, pintura, mural o mosaic, i potser tenien un retaule darrere (sense un sagrari).
Tanmateix, la missa no se celebraria en ells; simplement s’utilitzaven per ajudar o donar un enfocament visual per a les oracions.

### Islam
L'estructura més sagrada de l'Islam, la Kaaba (dins de la mesquita Al-Haram) de la ciutat de La Meca, encara que un temple antic (en el sentit de "casa de Déu"), es pot veure com un templet perquè alberga una respectada relíquia anomenada Hajar al-Aswad i també és el focus parcial de la pràctica de pelegrinatge més gran del món, el Hajj. A pocs metres de distància, la mesquita també alberga el santuari Maqam Ibrahim ("l'estació d'Abraham") que conté un petrosomatoglífic (de peus) associat amb el patriarca i l'edifici de Kaaba del seu fill Ismael segons la tradició islàmica. El sepulcre del profeta islàmic Mahoma (on la seva cambra sepulcral també conté les tombes del seu amic Abu Bakr i del seu company proper Umar) a Medina, allotjat al Masjid an-Nabawi ("La mesquita del profeta"), es presenta com un lloc molt venerat i important com a lloc de pelegrinatge entre els musulmans.

#### Islam sunnita

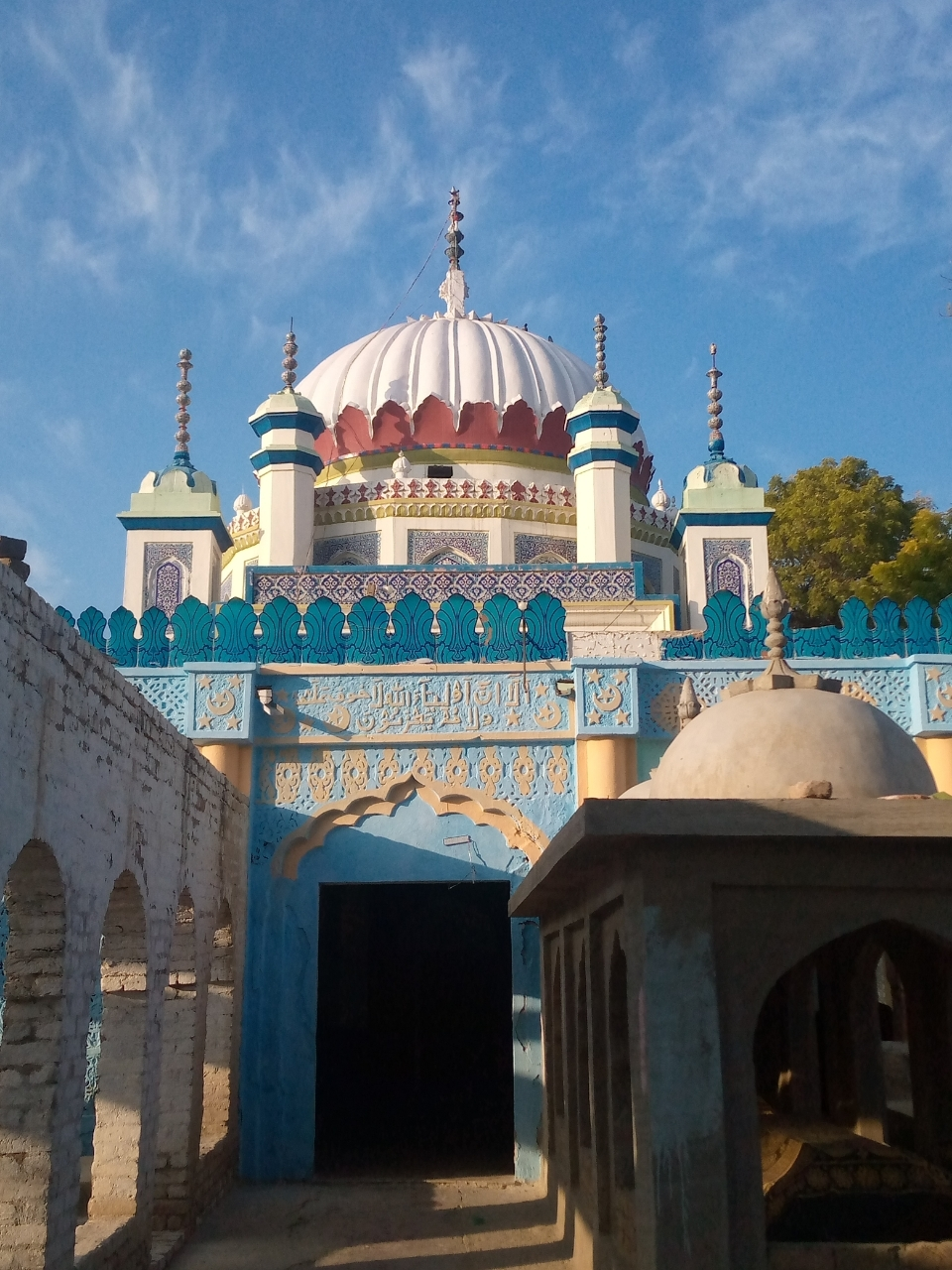
El templet de Pir Hadi Hassan Bux Shah Jilani, Duthro Sharif Sindh, Pakistan

Dos dels templets islàmics més antics i notables són la Cúpula de la Roca i la Cúpula més petita de la Cadena construïda al Mont del Temple a Jerusalem. El primer es va construir sobre la roca que marcava el lloc del temple jueu i, segons la tradició islàmica, va ser el punt de partida de la llegendària ascensió de Mahoma cap al cel (al-Mi'raj).
Més que cap altre templet del món musulmà, la tomba de Mahoma es considera una font de benediccions per al visitant. Entre els refranys atribuïts a Mahoma, n’hi ha un que diu: "Qui visiti la meva tomba tindrà dret a la meva intercessió". La majoria dels erudits sunnites consideren que és recomanable visitar la tomba de Mahoma després del pelegrinatge.
Els primers erudits del salaf, Ahmad Ibn Hanbal (m. 241 AH), Ishaq Ibn Rahwayh (m. 238 SH), Abdullah ibn Mubarak (m. 189 AH) i l'imam Shafi’i (m. 204 AH) van permetre pràctica de ziyāra a la tomba del profeta.
Ibn Hajar al-Asqalani (d. 852 a. C.) va declarar explícitament que viatjar per visitar la tomba del profeta era "una de les millors accions i la més noble de les accions pietoses amb les quals hom s'acosta a Déu, i la seva legitimitat és una qüestió de consens". De la mateixa manera, Ibn Qudamah (d. 620 a. C.) va considerar recomanable la ziyāra del profeta i també va buscar la intercessió directament del profeta a la seva tomba.
També es respecten les tombes d'altres figures religioses musulmanes. Segons els informes, el fill d'Ahmad ibn Hanbal, un dels principals juristes del sunnisme, va afirmar que preferiria ser enterrat prop del mausoleu d'una persona santa que el seu propi pare. Mentre que en algunes parts del món musulmà els mausoleus de les tombes es consideren simplement llocs de ziyāra de la tomba d'una figura religiosa (Mazār / Maqbara), en d'altres (com el subcontinent indi) es tracta com a templets adequats (Dargah).

#### Xiïta

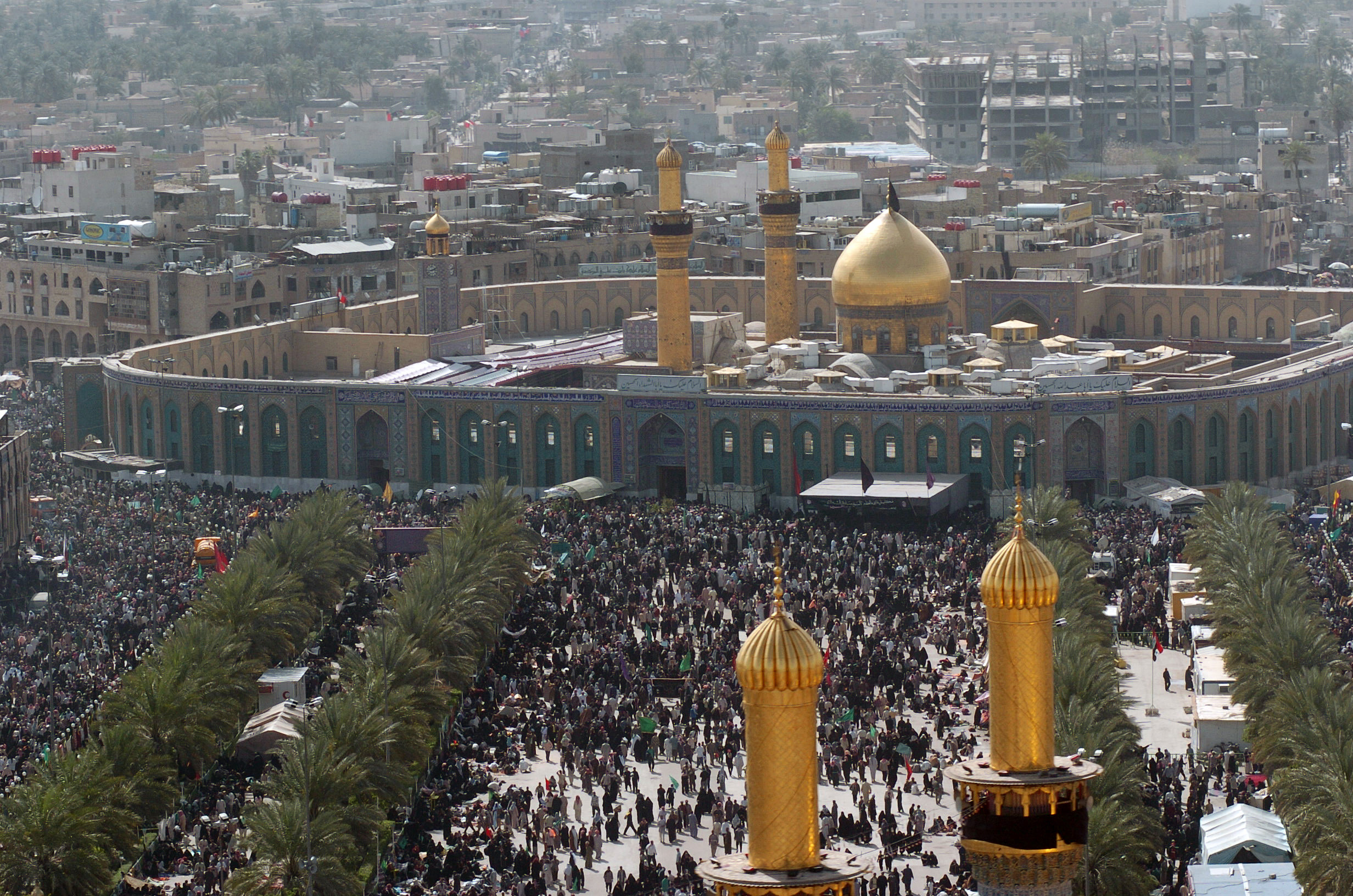
Pelegrins fora del santuari de l'imam Husayn ibn Ali a Karbala, Iraq.

Els xiïtes tenen diversos masars dedicats a diverses figures religioses importants en la seva història, i diversos santuaris elaborats (Marqad / Maqam) estan dedicats a figures religioses xiïtes, sobretot a l'Iraq (com a les ciutats de Karbala, Najaf, Samarra i igualment Kadhimiya) i a l'Iran (com a les ciutats de Qom i Mashad).
Alguns exemples específics de templets xiïtes inclouen el templeti Al-Askari, i el templet Imam Hussein. Altres templets xiïtes es troben a les ciutats homònimes de Mazar-e Sharif ("El noble mausoleu ") a l'Afganistan, i Mashhad (al-Rida) (" Martyrium [d'Alí Rida ]") a l'Iran. El Mausoleu de Ruhollah Khomeini a Teheran alberga les tombes de Ruhollah Khomenei, el líder de la revolució iraniana 1978-79, la seva dona i algunes persones relacionades.

#### Sufi

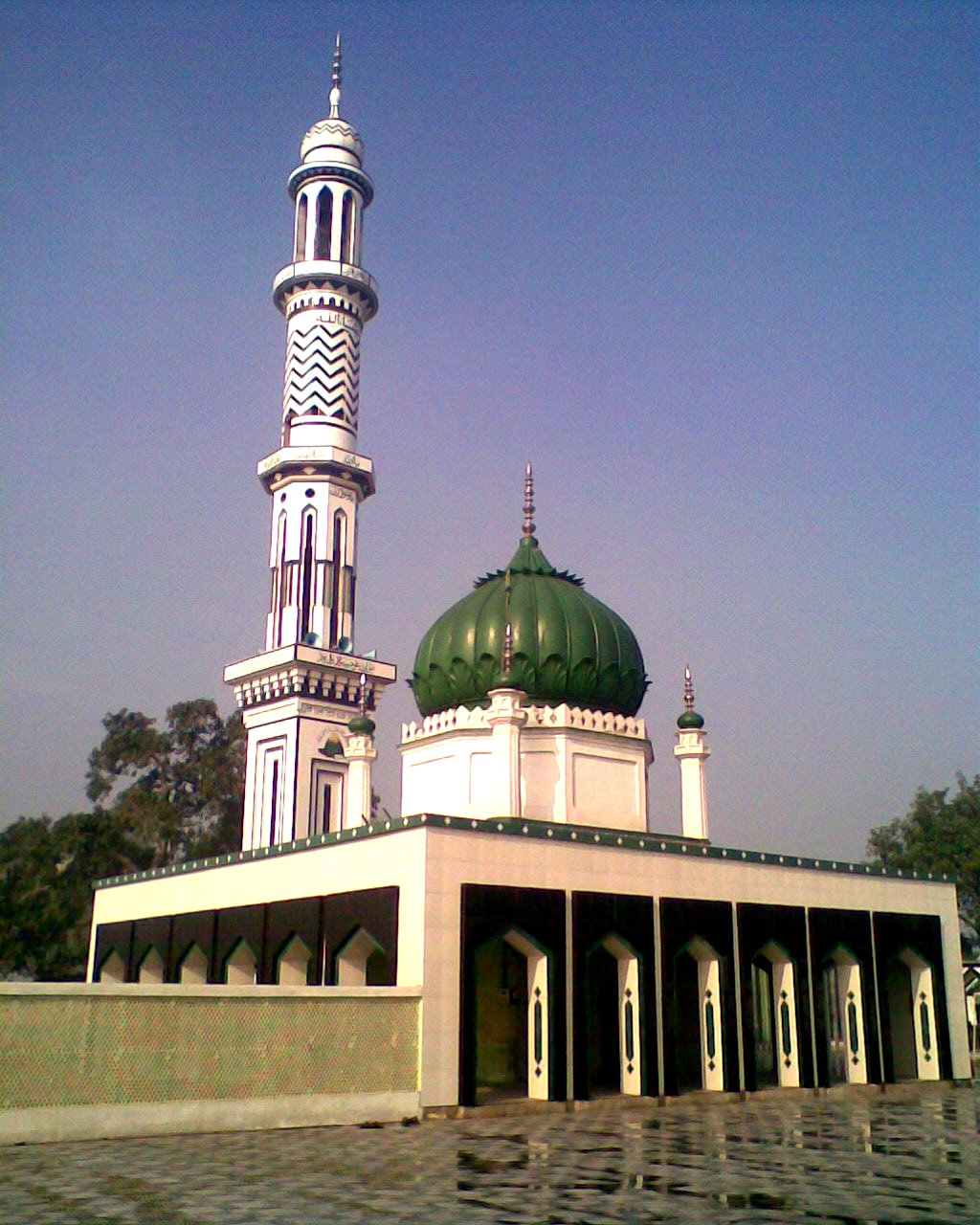
Templet dels sants islàmics Naqshbandi d'Allo Mahar Sharif

En el sufisme popular, una pràctica habitual és visitar o peregrinar a les tombes de sants, erudits reconeguts i persones justes. Aquesta és una pràctica particularment comuna al sud d'Àsia, on hi ha tombes famoses de sants com Sayyid Ali Hamadani a Kulob, Tadjikistan; Afāq Khoja, a prop de Kashgar, Xina; Lal Shahbaz Qalandar a Sindh ; Ali Hujwiri a Lahore, Pakistan; Bahauddin Zakariya a Multan Pakistan; Moinuddin Chishti a Ajmer, Índia; Nizamuddin Auliya a Delhi, Índia; i Shah Jalal a Sylhet, Bangladesh. De la mateixa manera, a Fes, al Marroc, una destinació popular per a una visita pietosa és Zaouia Moulay Idriss II. La zona al voltant de Tombuctú a Mali també té molts templets històrics sufís que van ser destruïts pels islamistes en els darrers anys. Molts d'aquests han estat reconstruïts des de llavors. La tomba d'un sant és un lloc de gran veneració on les benediccions o baraka continuen arribant a la persona santa difunta i, segons alguns, es considera que beneficien els devots i pelegrins visitants segons les creences sufíes. Per tal de mostrar reverència als sants sufís, els reis i els nobles van proporcionar grans donacions o waqf per preservar les tombes i renovar-les arquitectònicament. Amb el pas del temps, aquestes donacions, rituals, commemoracions anuals es van formar en un elaborat sistema de normes acceptades. Aquestes formes de pràctica sufí van crear una aura de tradicions espirituals i religioses al voltant de dates establertes. Molts puristes ortodoxos o islàmics denuncien aquests rituals sepulcrals visitants, especialment l'esperança de rebre benediccions dels sants venerats.

### Fe Baháʼí

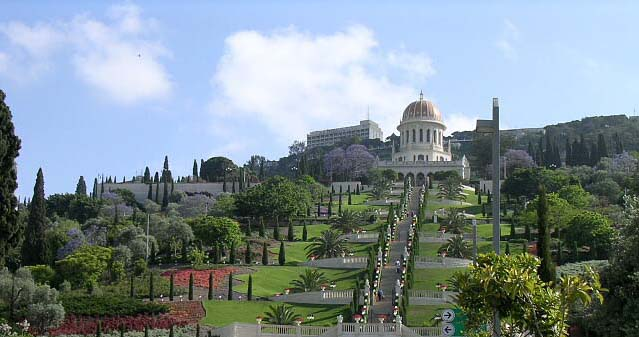
El templet del Báb i les seves terrasses al mont Carmel, Haifa.

Els dos templets de la fe bahá'í més coneguts serveixen de lloc de descans per a les respectives restes de les dues figures centrals de la fe bahá'í, el Báb i el Bahá'u'lláh. Són els punts focals d'un pelegrinatge bahàí :
- El templet del Báb a Haifa, Israel.[54]
- El templet de Bahá'u'lláh a Acre, Israel.[55]

Altres llocs han estat designats com a templets Baháʼí, sent els més destacats la casa de William Sutherland Maxwell i maig Maxwell a Montreal, Quebec, Canadà.

### Budisme

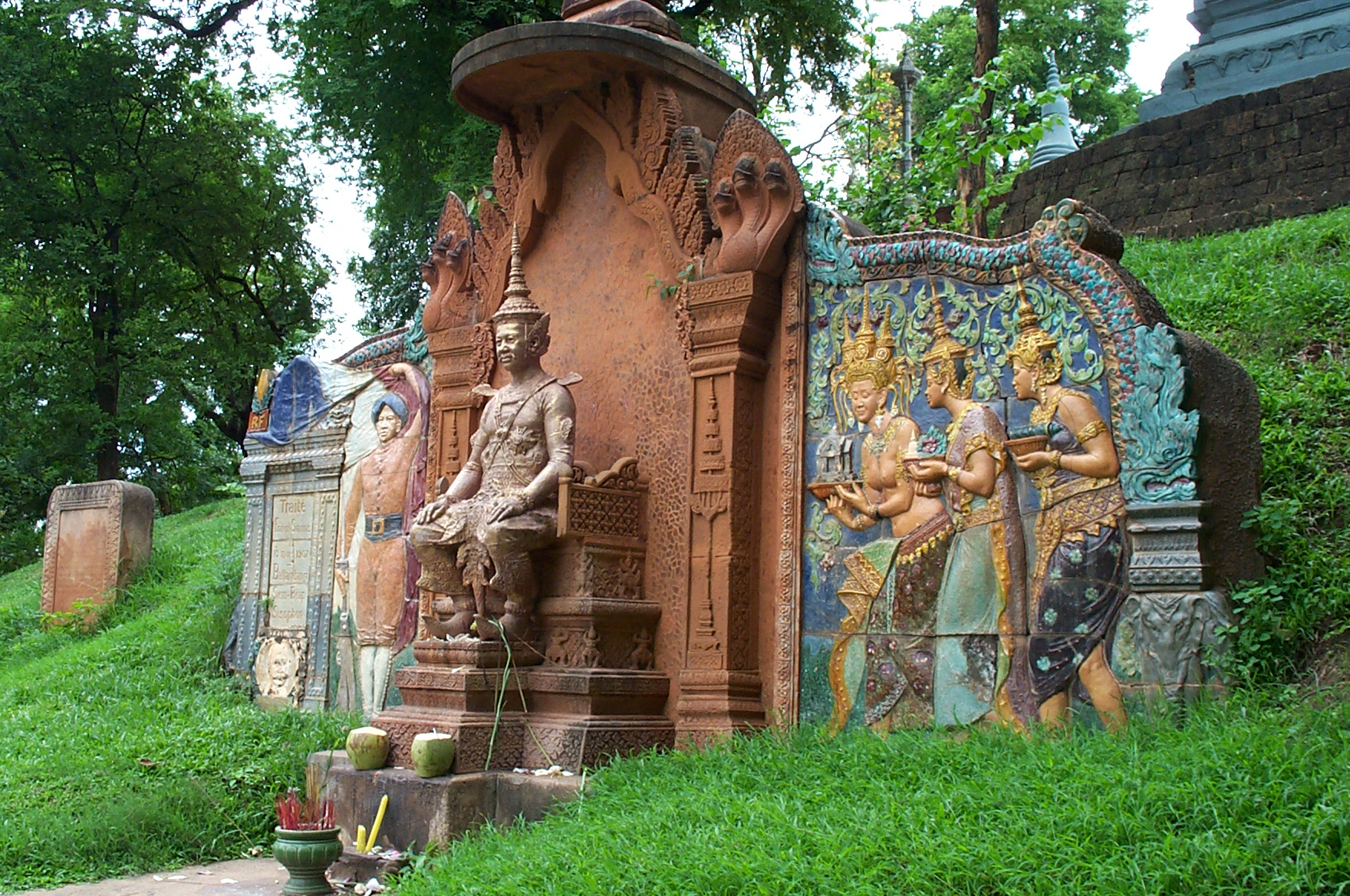
Templet budista als afores de Wat Phnom

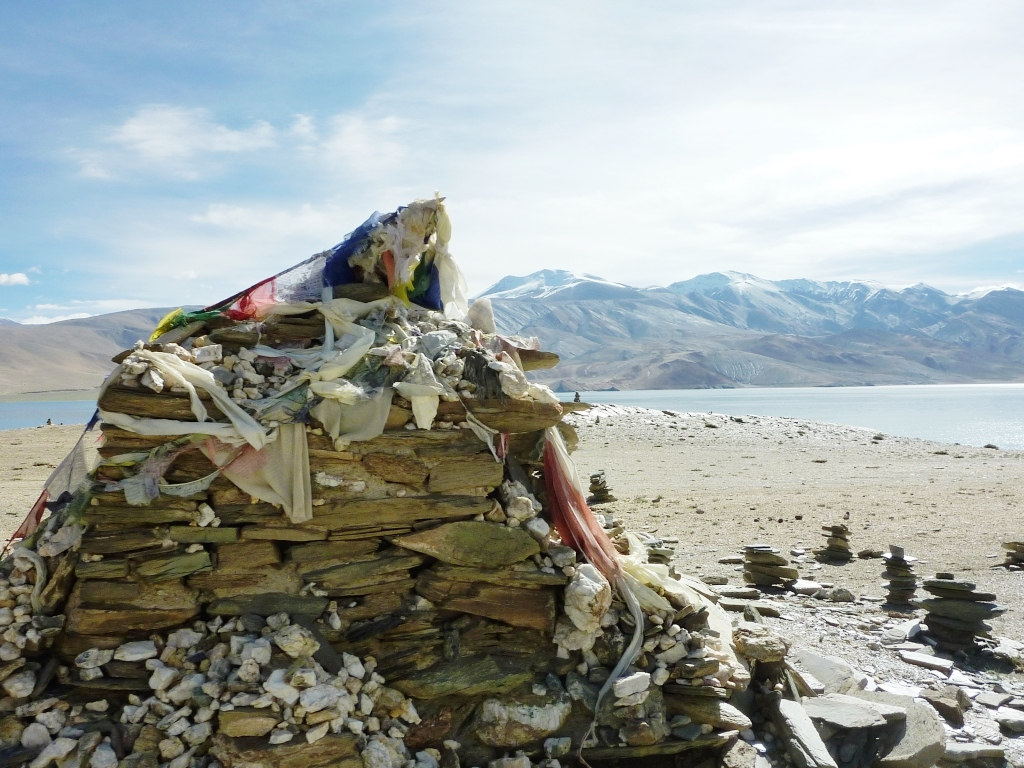
Templet budista a la vora de Tso Moriri, Ladkah, 2010

Al budisme, un templet es refereix a un lloc on la veneració se centra en Buda o en un dels bodhisattvas. Monjos, monges i laics ofereixen aquestes venerades figures en aquests santuaris i també mediten davant d'ells.
Normalment, els templets budistes contenen una estàtua de Buda, o (en les formes del budisme Mahayana i Vajrayana), un dels diversos bodhisattvas. Normalment també contenen espelmes, juntament amb ofrenes com flors, aigua purificada, menjar i encens. Molts santuaris també contenen relíquies sagrades, com la suposada dent de Buda que es tenia en un santuari a Sri Lanka.
Els templets específics del lloc del budisme, particularment aquells que contenen relíquies de budes difunts i venerats monjos, sovint es dissenyen en la forma tradicional coneguda com l'estupa.

### Religions populars filipines
Els filipins antics i els filipins que continuen adherint-se a les religions populars indígenes filipines en general no tenen els anomenats "temples" de culte en el context conegut per les cultures estrangeres. Tot i això, tenen templets sagrats, que també s’anomenen cases espirituals. Poden variar de mida des de petites plataformes cobertes, fins a estructures similars a una casa petita (però sense parets), fins a templets que semblin similars a les pagodes, especialment al sud, on també es modelaven les primeres mesquites de la mateixa manera. Aquests templets eren coneguts en diversos termes indígenes, que depenen de l'associació del grup ètnic. També es poden utilitzar com a llocs per guardar taotao i taüts dels avantpassats. Entre els bicolans, els taotao també es guardaven dins de coves sagrades anomenades moog.

### Paganisme germànic
En el paganisme germànic, es van emprar tipus de templets, però respecte el terme hi ha un cert nivell d'ambigüitat:
- Hörgrs, que originalment es podria referir exclusivament a "llocs sagrats", mentre que el seu antic anglès Hearg hearg podria significar " bosc sagrat " i / o "temple, ídol"
- Vés (nòrdic antic) o wēohs (anglès antic), que fa referència a un tipus de santuaris o recintes sagrats. El terme apareix a la poesia escàldica i als topònims d'Escandinàvia (amb l'excepció d'Islàndia), sovint en relació amb una divinitat nòrdica o un tret geogràfic. El nom del déu nòrdic Vé, fa referència a la pràctica.

### Hinduisme
En l'hinduisme, un templet és un lloc on s’adoren déus o deesses. Els templets normalment es troben dins d'un temple hindú de diverses formes. La majoria de les famílies hindús també tenen un santuari domèstic. Per exemple, segons les memòries de Stephen Huyler sobre les seves visites a algunes cases hindús, una part de la casa estava dedicada al santuari de la llar. Aquí es col·locava la imatge d'una deïtat i s’oferia oracions en lloc de les visites a un temple. Entre les cases hindús tàmils, segons Pintchman, un templet a la cuina és més comú. Si la família és rica, pot ubicar el santuari de la llar en una habitació independent.

### Taoisme

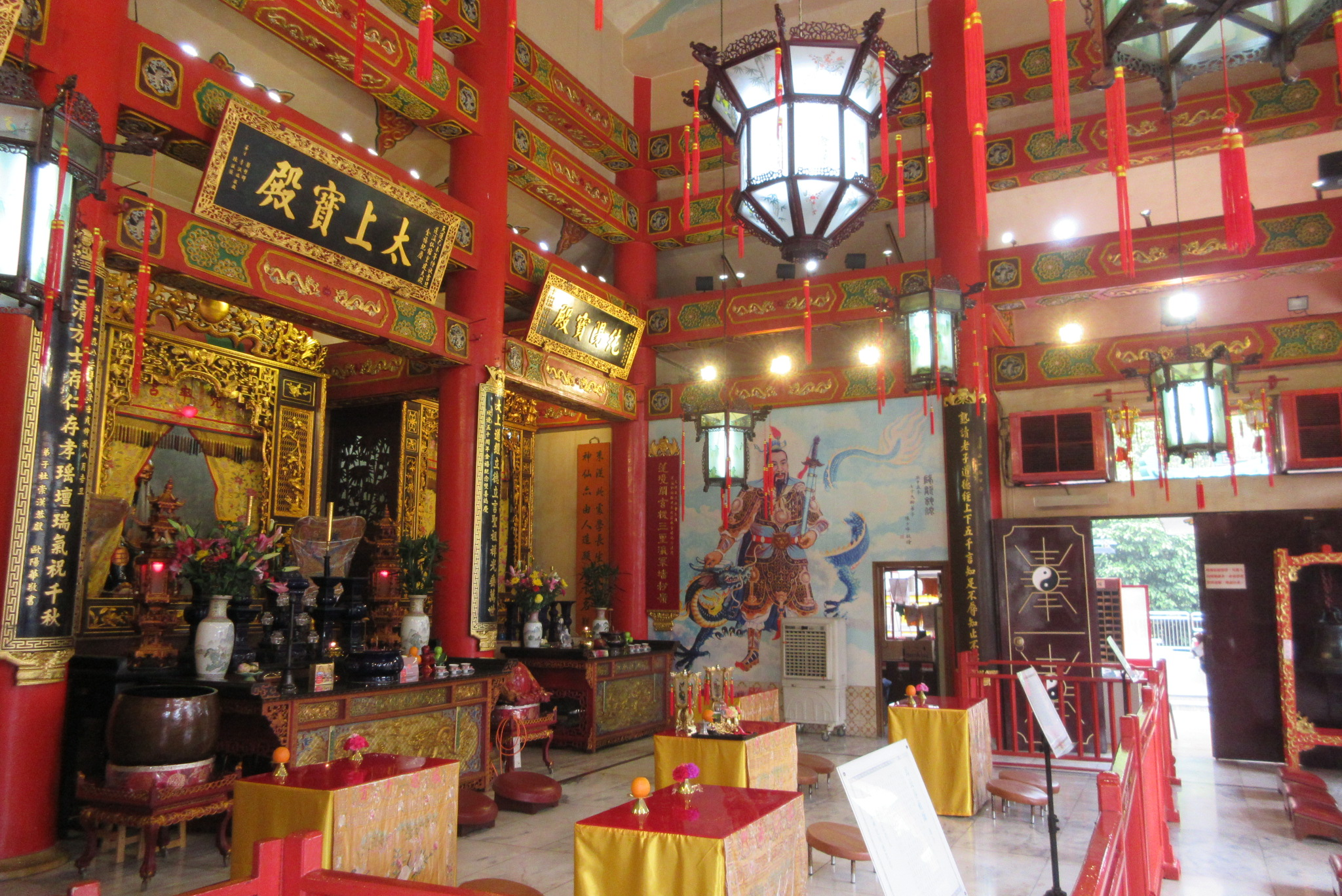
Templet dins del temple taoista, Fung Ying Seen Koon a Hong Kong

La línia entre un temple i un templet en el taoisme no està completament definida; els templets solen ser versions més petites de temples taoistes més grans o de llocs petits d'una casa on s’ubica un emblema yin-yang entre escenaris pacífics per afavorir la meditació i l'estudi de textos i principis taoistes. Els taoistes fan menys èmfasi en l'assistència formalitzada, però inclouen l'adoració ritualitzada que altres religions asiàtiques.

## Confucianisme
Hi ha diversos temples i templets confucians a tot el món sinòfon, és un temple per a la veneració de Confuci, grans savis, eminents filòsofs del confucianisme i també els deixebles de Confuci. Aquests temples es coneixen com a "Temples de Confuci" (孔廟) o "Temples de la literatura" (文廟). A diferència dels temples taoistes, els temples confucians no solen instal·lar les imatges de Confuci sinó les tauletes. S’argumenta que el temple havia d'honorar les ensenyances de Confuci, no pas el mateix Confuci. Els temples consten de jardins i després un gran pavelló on es crema l'encens. La tauleta o alguna vegada una imatge de Confuci es sol col·locar al santuari principal.
També existeixen templets confucians fora de la Xina, principalment al Japó, Corea i Vietnam. També hi ha un gran nombre de templets confucians a Taiwan com el temple confucià de Tainan i el temple de Confipi de Taipei, que estan ben mantinguts pel govern. No obstant això, molts temples taoistes van dedicar un santuari al culte de Confuci o Wen Chang Di Jun (Déu de la literatura).

## Santuaris seculars
En alguns països de tot el món, els llocs d'interès es poden anomenar "santuaris històrics". Santuaris notables d'aquest tipus inclouen:
- L'Alamo a San Antonio, Texas, EUA
- Fort McHenry a Baltimore, Maryland, EUA
- Sinagoga Touro a Newport, Rhode Island, EUA
- Shrine of Remembrance, un monument de guerra a Melbourne, Austràlia
- Shrine of Remembrance, un monument de guerra a Brisbane, Austràlia
- Mausoleu de Lenin a Moscou, Rússia
- Palau del Sol de Kumsusan a Pyongyang, Corea del Nord

Els salons de la fama també serveixen com a santuaris en què s’inclouen individus individuals o múltiples en funció de la seva influència sobre regions, cultures o disciplines. Sovint s’aixequen busts o estàtues de cos sencer i es col·loquen al costat dels altres en commemoració. Això inclou Salons de la Fama que honoren els esportistes esportius, on l'entrada d'un atleta al saló normalment es descriu com a “consagració”.
Per extensió, el terme santuari ha significat qualsevol lloc dedicat completament a una persona o tema concret, com ara el Santuari del Sol a Colorado Springs, Colorado.